# Stenares harpyia
Stenares harpyia là một loài côn trùng trong họ Myrmeleontidae thuộc bộ Neuroptera. Loài này được Gerstaecker miêu tả năm 1863.